# پیر آنجلو سولدینی
پیر آنجلو سولدینی (به ایتالیایی: Pier Angelo Soldini)؛ (۲۵ مه ۱۹۱۰ – ۱۲ ژوئیه ۱۹۷۴) رمان‌نویس، مقاله‌نویس و روزنامه‌نگار ایتالیایی بود.
سولدینی در سال ۱۹۳۵ در کاستلنووو سریویا متولد شد و با اولین رمان خود به نام جلبک و چتر دریایی برنده جایزه ویارجو برای بهترین رمان شد. او در سال ۱۹۳۷ برای کتاب خورشید و پرچم برنده جایزه باگوتا شد.
سولدینی به عنوان روزنامه‌نگار با نشریات مختلف همکاری داشت و مدیر تحریریه انتشارات پالاتزو بود. او در ۱۲ ژوئیه ۱۹۷۴ در ولپدو، جایی که تعطیلات خود را سپری می‌کرد، درگذشت.